# Ołeh Szamszur
Ołeh Szamszur (ur. 6 lipca 1956 w Kijowie – ukraiński polityk i dyplomata, wiceminister spraw zagranicznych w latach 2004-2005.

## Życiorys
Ołeh Szamszur w 1978 ukończył stosunki międzynarodowe na Uniwersytecie Kijowskim. W 1982 uzyskał tytuł doktora historii na tymże uniwersytecie. W 1981 ukończył trzyletnie studia podyplomowe w Instytucie Spraw Społecznych i Gospodarczych Krajów Zagranicznych na Ukraińskiej Akademii Nauk. W latach 1981-1993 pracował w tym instytucie.
Od 1993 do 1996 był pierwszym sekretarzem Stałej Misji Ukrainy przy ONZ. Od 1996 do 1998 pełnił funkcję wiceprzewodniczącego Państwowego Komitetu ds. Narodowości i Migracji. W latach 1998-2003 był ministrem pełnomocnym w Ambasadzie Ukrainy w krajach Beneluksu.
Od października 2003 do lutego 2004 stał na czele Departamentu Unii Europejskiej w Ministerstwie Spraw Zagranicznych. Od lutego 2004 do grudnia 2005 zajmował stanowisko wiceministra spraw zagranicznych. 24 stycznia 2006 Szamszur został ambasadorem Ukrainy w Stanach Zjednoczonych.
17 marca 2009 prezydent Wiktor Juszczenko zaproponował kandydaturę Ołeha Szamszura na stanowisko ministra spraw zagranicznych.

## Życie prywatne
Ołeh Szamszur jest żonaty, ma jedną córkę.